# Alta Ribagorça

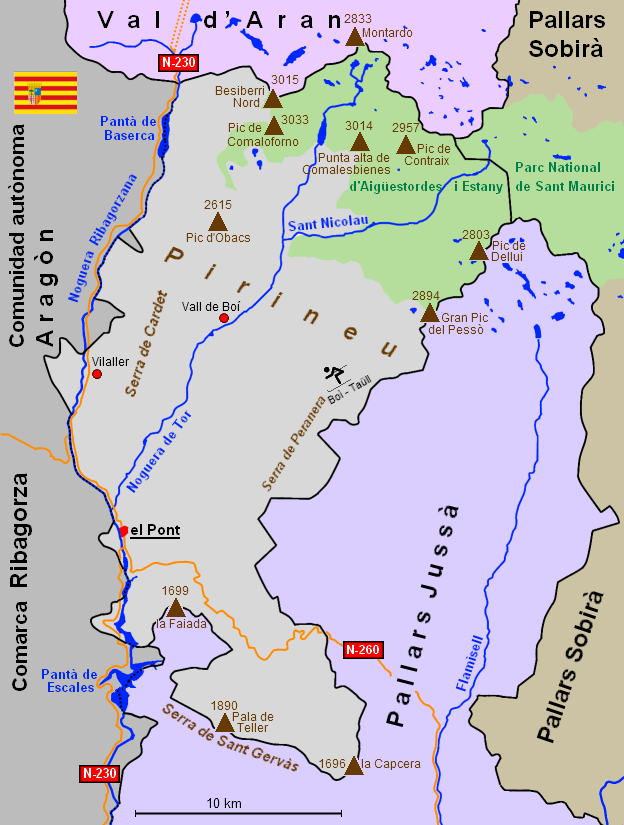
Karte Alta Ribagorça

Die Comarca Alta Ribagorça liegt in der Provinz Lleida der Autonomen Gemeinschaft von Katalonien (Spanien). Sie entstand 1988 durch Ausgliederung aus der Comarca Pallars Jussà. Der Gemeindeverband hat eine Fläche von 427,68 km² und 3958 Einwohner (2022).

## Lage
Der Gemeindeverband liegt im nördlichen Teil von Katalonien, er grenzt im Osten an die Comarca Val d’Aran, im Nordosten an Pallars Sobirà, im Osten und Süden an Pallars Jussà und im Westen an die Comarca Ribagorza der Autonomen Gemeinschaft Aragonien. Zusammen mit den Comarcas Alt Urgell, Val d’Aran, Cerdanya, Pallars Jussà, Pallars Sobirà bildet die Region das Territorium Alt Pirineu i Aran.
Das Gebiet von Alta Ribagorça liegt in den Pyrenäen, in einer Hochgebirgslandschaft mit Gipfel von über 3.000 m. Höchste Erhebung ist der Comaloformo (3030 m) im Gletschergebiet des Bessiberri. Der Fluss Noguera Ribagorzana durchfließt die Provinz in Nord-Süd-Richtung, bildet eine natürliche Grenze zu Aragonien und speist bei Pont de Suert den 1955 erbauten Stausee Pantà d'Escales. Im Nordosten der Provinz befindet sich der Nationalpark Aigüestortes i Estany de Sant Maurici und das ausgewiesene Skigebiet Boí-Taüll Resort.

## Sehenswürdigkeiten
Die romanischen Kirchen des Vall de Boí in den Hochpyrenäen gehören zum Weltkulturerbe der UNESCO.

## Wirtschaft
Die Comarca lebt hauptsächlich von der Vieh-, Land- und Forstwirtschaft, immer wichtiger geworden ist die Stromerzeugung durch Wasserkraft und der Tourismus.

## Gemeinden
| Gemeinde               | Einwohner (2024) | Fläche km² | Dichte Einw./km² | Cod INE | Postleitzahl |
| ---------------------- | ---------------- | ---------- | ---------------- | ------- | ------------ |
| El Pont de Suert       | 2.380            | 148,39     | 16               | 25173   | 25520        |
| Vall de Boí            | 1.116            | 220,50     | 5                | 25043   | 25526–25528  |
| Vilaller               | 506              | 58,79      | 9                | 25245   | 25552        |
| Comarca Alta Ribagorça | 4.002            | 427,68     | 9                | –       | –            |